# Роґово-Фольварк
Роґово-Фольварк (пол. Rogowo-Folwark) — село в Польщі, у гміні Старий Люботинь Островського повіту Мазовецького воєводства.
Населення — 102 особи (2011).
У 1975-1998 роках село належало до Остроленцького воєводства.

## Демографія
Демографічна структура станом на 31 березня 2011 року:
|          | Загалом | Допрацездатний вік | Працездатний вік | Постпрацездатний вік |
| -------- | ------- | ------------------ | ---------------- | -------------------- |
| Чоловіки | 51      | 9                  | 31               | 11                   |
| Жінки    | 51      | 9                  | 28               | 14                   |
| Разом    | 102     | 18                 | 59               | 25                   |